# NGC 375
NGC 375 je galaksija u zviježđu Ribe.

## Vanjske poveznice
- SEDS: NGC 375